# ŁuAZ 1302
ŁuAZ 1302 − mały samochód terenowy produkowany przez ukraińskie zakłady ŁuAZ.